# Мяньян
Мяньян (кит. спр. 绵阳市, піньїнь: Miányáng Shì) — місто-округ в китайській провінції Сичуань. 

## Географія
Мяньян розташовується у північно-східній частині провінції.

### Клімат
Місто знаходиться у зоні, котра характеризується вологим субтропічним кліматом. Найтепліший місяць — липень із середньою температурою 26.1 °C (79 °F). Найхолодніший місяць — січень, із середньою температурою 6.1 °С (43 °F).
| Клімат Мяньяна          | Клімат Мяньяна | Клімат Мяньяна | Клімат Мяньяна | Клімат Мяньяна | Клімат Мяньяна | Клімат Мяньяна | Клімат Мяньяна | Клімат Мяньяна | Клімат Мяньяна | Клімат Мяньяна | Клімат Мяньяна | Клімат Мяньяна | Клімат Мяньяна |
| Показник                | Січ.           | Лют.           | Бер.           | Квіт.          | Трав.          | Черв.          | Лип.           | Серп.          | Вер.           | Жовт.          | Лист.          | Груд.          | Рік            |
| Абсолютний максимум, °C | 17             | 21             | 28             | 35             | 37             | 38             | 45             | 41             | 37             | 33             | 28             | 20             | 45             |
| Середній максимум, °C   | 8              | 10             | 15             | 21             | 25             | 27             | 29             | 29             | 24             | 20             | 15             | 10             | 20             |
| Середня температура, °C | 6              | 7              | 11             | 17             | 21             | 24             | 26             | 26             | 21             | 17             | 12             | 7              | 16             |
| Середній мінімум, °C    | 2              | 3              | 7              | 12             | 17             | 21             | 22             | 22             | 18             | 14             | 8              | 3              | 13             |
| Абсолютний мінімум, °C  | −4             | −6             | −2             | 1              | 8              | 12             | 12             | 16             | 10             | 3              | −1             | −7             | −7             |
| Днів з дощем            | 9              | 10             | 14             | 12             | 15             | 16             | 17             | 15             | 17             | 15             | 11             | 7              | 158            |
| Днів зі снігом          | 1              | 1              | 0              | 0              | 0              | 0              | 0              | 0              | 0              | 0              | 0              | 1              | 3              |
| ----------------------- | -------------- | -------------- | -------------- | -------------- | -------------- | -------------- | -------------- | -------------- | -------------- | -------------- | -------------- | -------------- | -------------- |
| Джерело: Weatherbase    |                |                |                |                |                |                |                |                |                |                |                |                |                |

## Адміністративний поділ
Префектура поділяється на 3 райони, 1 місто та 5 повітів (один з них є автономним):
| Карта                                                                           | Карта        | Карта          | Карта            |
| ------------------------------------------------------------------------------- | ------------ | -------------- | ---------------- |
| Бейчуань-Цян Пін'у ① Цзян'ю ② Юсянь ③ Саньтай Яньтін ① Аньчжоу ② Фучен ③ Цзитун |              |                |                  |
| Статус                                                                          | Назва        | Оригінал       | Населення (2020) |
| Район                                                                           | Аньчжоу      | 安州区         | 372 962          |
| Район                                                                           | Фучен        | 涪城区         | 1 298 524        |
| Район                                                                           | Юсянь        | 游仙区         | 561 379          |
| Місто                                                                           | Цзян'ю       | 江油市         | 731 343          |
| Повіт                                                                           | Пін'у        | 平武县         | 126 357          |
| Повіт                                                                           | Саньтай      | 三台县         | 955 811          |
| Повіт                                                                           | Цзитун       | 梓潼县         | 276 996          |
| Повіт                                                                           | Яньтін       | 盐亭县         | 370 739          |
| Автономний повіт                                                                | Бейчуань-Цян | 北川羌族自治县 | 174 132          |